# Ken Roberts (Schauspieler)
Kenneth „Ken“ W. Roberts (* Houston, Texas; † 10. Juli 2017 in Cerro Gordo, Illinois) war ein US-amerikanischer Schauspieler und Synchronsprecher, der vor allem in kanadischen Fernseh- und Filmproduktionen mitwirkte.

## Leben
Roberts wurde im texanischen Houston geboren und lebte ab den 1980er Jahren in Toronto in Kanada. Mitte der 1990er Jahre zog er nach Vancouver um. Ab Mitte der 1980er Jahre wirkte er in einer Reihe von Filmproduktionen als Nebendarsteller mit. 1994 war er im Thriller Killing Stranger an der Seite von Pierce Brosnan zu sehen. Von 1995 bis 1996 lieh er seine Stimme verschiedenen Charakteren in 26 Episoden der Zeichentrickserie Action Man. 1998 stellte er im Kriminalfilm Tod in einer Sommernacht die Rolle des Gene Walsh dar. 2005 war er in Neverwas als Terrence zu sehen. Ab Mitte der 2000er Jahre nahmen seine Schauspieltätigkeiten für Fernseh- und Filmproduktionen merklich ab. 2011 war er im Fernsehfilm Der jüngste Tag – Das Ende der Menschheit als Dan Farmington zu sehen. Seine letzte Rolle hatte er 2017 in Joe Finds Grace.
Roberts verstarb am 10. Juli 2017 in Cerro Gordo in Illinois.

## Filmografie (Auswahl)
- 1985: Operation: Hot Water (Junior)
- 1985: Honeymoon (Lune de miel)
- 1986: Vindicator
- 1986: Im großen Land der kleinen Leute (The Great Land of Small)
- 1986: Barnum (Fernsehfilm)
- 1986: Bevor die Falle zuschnappt (The Morning Man)
- 1987: Shades of Love: Make Mine Chartreuse (Fernsehfilm)
- 1987: Asphalt Kid (Wild Thing)
- 1987: City of Shadows
- 1987: The Last Straw
- 1987–1988: Nachtstreife (Night Heat, Fernsehserie, 2 Episoden, verschiedene Rollen)
- 1988: Killer’s Run
- 1988: Murder One
- 1988: Krieg der Welten (War of the Worlds, Fernsehserie, Episode 1x04)
- 1989: Die Anwältin (Physical Evidence)
- 1989: Starting from Scratch (Fernsehserie, Episode 1x18)
- 1989: Das Mädchen und der Fighter (Thunderground)
- 1989: Power Games
- 1989: Mindfield
- 1990: Haute tension (Fernsehserie)
- 1990: Die Campbells (The Campbells, Fernsehserie, Episode 4x16)
- 1992: Scoop (Fernsehserie, Episode 1x11)
- 1992: A Cry in the Night (Fernsehfilm)
- 1993: Der Preis der Freundschaft (Flight from Justice, Fernsehfilm)
- 1994: Highlander (Fernsehserie, Episode 2x11)
- 1994: Aus der Wiege gerissen (Killing Stranger, Fernsehfilm)
- 1994: Der Polizeichef – Eis im Blut (The Commish, Fernsehserie, Episode 4x07)
- 1994: Der sanfte Kuß des Todes (Deceptions II: Edge of Deception)
- 1994: Rapid Movie  Der Phantommörder (Flinch)
- 1995: Die Bestie im weißen Kittel (Exquisite Tenderness)
- 1995: Deadlocked – Flucht aus Zone 14 (Deadlocked: Escape from Zone 14, Fernsehfilm)
- 1995: Strange Luck – Dem Zufall auf der Spur (Strange Luck, Fernsehserie, Episode 1x03)
- 1995: Der Marshal (The Marshal, Fernsehserie, Episode 2x04)
- 1995: Akte X – Die unheimlichen Fälle des FBI (The X-Files, Fernsehserie, 2 Episoden, verschiedene Rollen)
- 1995: Eiskalte Umarmung (Midnight Heat)
- 1996: Entführt – Dein Kind gehört mir (A Kidnapping in the Family, Fernsehfilm)
- 1996: Vatertag – Ein guter Tag zum Sterben (Underworld)
- 1996: Gejagt – Das zweite Gesicht (Two, Fernsehserie, Episode 1x03)
- 1996: Mother Trucker: The Diana Kilmury Story (Fernsehfilm)
- 1997: Poltergeist – Die unheimliche Macht (Poltergeist: The Legacy, Fernsehserie, Episode 2x02)
- 1997: Kitchen Party
- 1997: Married to a Stranger (Fernsehfilm)
- 1997–1999: Millennium – Fürchte deinen Nächsten wie Dich selbst (Millennium, Fernsehserie, 3 Episoden, verschiedene Rollen)
- 1998: The Charlie Horse Music Pizza (Fernsehserie, Episode 1x04)
- 1998: Dead Man’s Gun (Fernsehserie, Episode 1x14)
- 1998: Terror im Weißen Haus (Loyal Opposition)
- 1998: Tod in einer Sommernacht (One Hot Summer Night/The Trophy Wife’s Secret, Fernsehfilm)
- 1998: Police Academy (Police Academy: The Series, Fernsehserie, Episode 1x18)
- 1998: Das Netz – Todesfalle Internet (The Net, Fernsehserie, Episode 1x08)
- 1998: The Crow – Die Serie (The Crow: Stairway to Heaven, Fernsehserie, Episode 1x06)
- 1999: Sweetwater (Fernsehfilm)
- 2000: Road Trip in die Hölle (Blacktop, Fernsehfilm)
- 2000: Duell in der Nordwand (Final Ascent, Fernsehfilm)
- 2000: Immortal – Der Unsterbliche (The Immortal, Fernsehserie, Episode 1x07)
- 2000: Deadly Contact – Das Geschäft mit dem Tod (Radical Jack)
- 2000: Level 9 (Fernsehserie, Episode 1x08)
- 2001: Amokfahrt zum Pazifik (Fernsehfilm)
- 2001: Anatomy of a Hate Crime (Fernsehfilm)
- 2002: The Chris Isaak Show (Fernsehserie, Episode 2x04)
- 2002: They – Sie Kommen (Wes Craven Presents: They)
- 2002: Taken (Steven Spielberg Presents Taken, Miniserie, Episode 1x04)
- 2002: Lemonade (Kurzfilm)
- 2003: Da Vinci’s Inquest (Fernsehserie, Episode 6x04)
- 2004: Dead Zone (Fernsehserie, Episode 3x05)
- 2005: Die falsche Mutter (Hush, Fernsehfilm)
- 2005: Brokeback Mountain
- 2005: Neverwas
- 2006: Alien Incursion
- 2011: Der jüngste Tag – Das Ende der Menschheit (Collision Earth, Fernsehfilm)
- 2011: Fringe – Grenzfälle des FBI (Fringe, Fernsehserie, Episode 3x20)
- 2012: Supernatural (Fernsehserie, Episode 8x09)
- 2017: Joe Finds Grace

## Synchronisationen (Auswahl)
- 1995: Hell: A Cyberpunk Thriller (Computerspiel)
- 1995–1996: Action Man (Zeichentrickserie, 26 Episoden, verschiedene Charaktere)